# ناوکی موری
ناوکی موری (ژاپنی: 森 直樹؛ زادهٔ ۵ مهٔ ۱۹۷۲) یک بازیکن فوتبال اهل ژاپن است.
از باشگاه‌هایی که در آن بازی کرده‌است می‌توان به باشگاه فوتبال ناگویا گرامپوس و باشگاه فوتبال ویسل کوبه اشاره کرد.